# Lilla Munkhammar
Lilla Munkhammar är en tidigare småort i Eskilstuna kommun, Södermanlands län belägen i Tumbo socken vid Mälaren väster om Kvicksund. Från 2015 ingår området i Kvicksunds tätort.